# GLINT BEAT
『GLINT BEAT』（グリント・ビート）は、2001年9月12日に発売されたTHE ALFEE20枚目アルバム。

## 概要
収録曲中2曲を森雪之丞が手掛けている。レコーディングでは本田優一郎、村石雅行、バカボン鈴木といったスタジオ・ミュージシャンも参加するなど、THE ALFEEの作風に新しい風を吹き込んでいる。
同年冒頭、高見沢が左手人差し指を骨折。その頃、フェンダー・テレキャスターの弾き易さと音の良さを実感した事から本作ではテレキャスターのサウンドをフィーチャーした楽曲が多数収録されている。
ロイヤル・アルバート・ホール公演を控えた（アメリカ同時多発テロの影響で中止となった）イギリスでのリリース仕様のジャケットも存在し、一部の外資系レコードショップ限定で発売された。
高見沢は「非常にブリティッシュな感じに仕上がったと思う。タイトルもGLINT BEATを略してGB、UNCROWNED KINGDOMを略してUKだから」と語っている。
本作発売の2週間前に、最新シングル「Juliet」が発売されたが、未収録である。

## 収録曲
| 全作詞・作曲: 高見沢俊彦。 |                                                       |            |            |                                              |      |
| #                          | タイトル                                              | 作詞       | 作曲・編曲 | 編曲                                         | 時間 |
| 1.                         | 「閃光」                                              | 高見沢俊彦 | 高見沢俊彦 | THE ALFEE                                    | 5:15 |
| 2.                         | 「運命の轍 宿命の扉」                                 | 高見沢俊彦 | 高見沢俊彦 | THE ALFEE / ストリングスアレンジ: 本田優一郎 | 5:25 |
| 3.                         | 「Punks Life」                                        | 高見沢俊彦 | 高見沢俊彦 | THE ALFEE / ストリングスアレンジ: 本田優一郎 | 4:51 |
| 4.                         | 「Never Ending Dream」                                | 高見沢俊彦 | 高見沢俊彦 | THE ALFEE                                    | 5:30 |
| 5.                         | 「Beat Pop Generation」                               | 高見沢俊彦 | 高見沢俊彦 | THE ALFEE with 河野圭                        | 6:19 |
| 6.                         | 「Boy」                                               | 高見沢俊彦 | 高見沢俊彦 | THE ALFEE                                    | 5:09 |
| 7.                         | 「Romeo 〜Cosmic☆Picnic」(作詞: 高見沢俊彦・森雪之丞) | 高見沢俊彦 | 高見沢俊彦 | THE ALFEE with 井上鑑                        | 5:19 |
| 8.                         | 「Fairy Dance」                                       | 高見沢俊彦 | 高見沢俊彦 | THE ALFEE                                    | 5:00 |
| 9.                         | 「UNCROWNED KINGDOM」(作詞: 森雪之丞)                 | 高見沢俊彦 | 高見沢俊彦 | THE ALFEE with 井上鑑                        | 6:34 |
| 10.                        | 「NEVER FADE」                                        | 高見沢俊彦 | 高見沢俊彦 | THE ALFEE                                    | 5:30 |
| 合計時間:                  | 合計時間:                                             | 合計時間:  | 54:52      |                                              |      |

### 曲解説
1. 閃光
2. 運命の轍 宿命の扉
3. Punks Life
4. Never Ending Dream
5. Beat Pop Generation
6. Boy
アニメ「フィギュア17 つばさ&ヒカル」オープニングテーマ
7. Romeo 〜Cosmic☆Picnic
「LUCKY LEGS」に提供のセルフカバー。ただし原曲名は「コズミック★ピクニック」。
8. Fairy Dance
アニメ「フィギュア17 つばさ&ヒカル」エンディングテーマ
同アニメのキャラクターソングとして折笠富美子によりカバーされている。
9. UNCROWNED KINGDOM
非常に複雑な構成の曲になっており、イントロだけで5つの拍子(4/4、3/4、6/8、5/8、9/8)が使われている。
10. NEVER FADE

## 参加ミュージシャン
- 長谷川浩二（Drums）
- 山石敬之（Keyboards）
- 井上鑑（Keyboards & Syn. Manipulation） - #7、9
- 河野圭（Keyboards & Syn. Manipulation） - #5
- 本田優一郎（Keyboards & Syn. Manipulation） - #3
- 武部聡志（Hammond Organ） - #1、2、3、5
- 浦田恵司（Syn. Manipulation） - #6、8
- 村石雅行（Drums） - #9
- バカボン鈴木（Bass） - #9
- ASUKA STRINGS（Strings） - #7、9
- YUICHIRO GOTO GROUP （Strings） - #2